# Nakhla (Algeria)
Nakhla è un comune dell'Algeria, situato nella provincia di El Oued.